# Efecto Bezold

Demostración del efecto Bezold. El rojo parece más claro combinado con el blanco, y más oscuro combinado con el negro.

El efecto Bezold es una ilusión óptica, que lleva el nombre de un profesor alemán de meteorología, Wilhelm von Bezold (1837-1907), quien descubrió que un color puede aparecer diferente dependiendo de su relación con los colores adyacentes.
Sucede cuando se intercalan pequeñas áreas de color entonces ocurre que ante dos estímulos cromáticos con la misma longitud de onda, pero con distinta intensidad (brillo), pueden producir la percepción de diferentes matices.
El efecto opuesto se observa cuando grandes áreas de color se colocan adyacentes entre sí, lo que resulta en contraste de color.